# Sekretariat der Vereinten Nationen

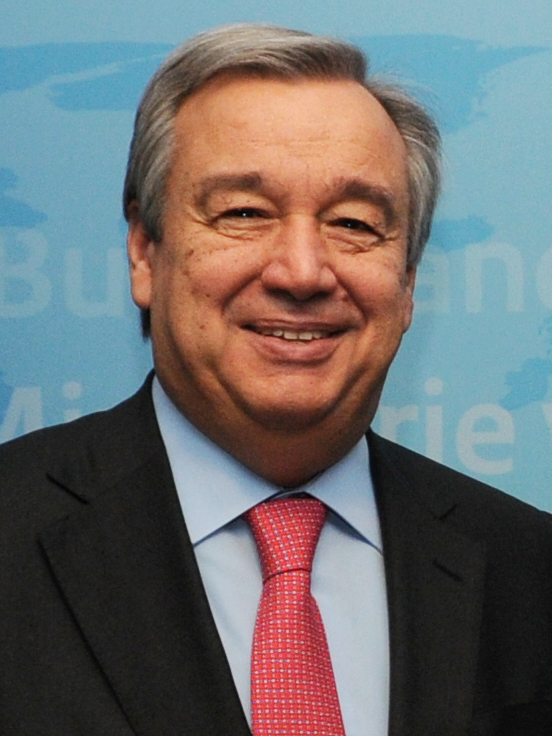
António Guterres, derzeitiger Generalsekretär der Vereinten Nationen

Das Sekretariat der Vereinten Nationen (englisch United Nations Secretariat) ist das Verwaltungsorgan der Vereinten Nationen und hat neben seinem Hauptsitz in New York drei Außenstellen in Genf, Nairobi und Wien. Seine wichtigste Aufgabe liegt in der organisatorischen Unterstützung der anderen UN-Organe. Dazu gehört unter anderem die Organisation von Konferenzen, das Verfassen von Studien bzw. Berichten und die Aufstellung eines Haushaltsplans. Um diese Aufgaben zu bewältigen, beschäftigen die Vereinten Nationen „mehr als 40.000 Mitarbeiterinnen und Mitarbeitern“ aus 193 Mitgliedstaaten.
Der UN-Generalsekretär (derzeit António Guterres) wird auf Vorschlag des UN-Sicherheitsrates von der UN-Generalversammlung für eine Amtszeit von fünf Jahren gewählt. Er trägt innerhalb der UN eine besondere Rolle, denn durch seine häufige Medienpräsenz wird er zum „Kopf der Vereinten Nationen“ und ist ihr wichtigster Repräsentant.
Ende 1997 wurde von Generalsekretär Kofi Annan die Position des Stellvertretenden Generalsekretärs der Vereinten Nationen (englisch Deputy Secretary-General of the United Nations) geschaffen, die seit dem 1. Januar 2017 Amina J. Mohammed innehat.
Bedeutende Positionen im Büro des Generalsekretärs (OSG) sind der Chef des Exekutivbüros (englisch/französisch: Chef de Cabinet), seit dem 1. Januar 2017 ist das Maria Luiza Ribeiro Viotti, und die Assistenten des Generalsekretärs (englisch Executive Assistants).
Höchstrangiger deutscher UN-Mitarbeiter war bis Oktober 2005 die beigeordnete Generalsekretärin ("Assistant Secretary-General) Angela Kane, bis Ende 2015 der beigeordnete Generalsekretär Franz Baumann. Der deutsche Staatsanwalt Detlev Mehlis nahm als Sonderermittler im Range eines „Under-Secretary-General“ eine Position in der dritten Hierarchieebene der Vereinten Nationen ein. Derzeit ranghöchster deutscher UN-Beamter ist Achim Steiner als Administrator des Entwicklungsprogramm der Vereinten Nationen (UNDP) im Rang eines Untergeneralsekretärs.

## Büros und Abteilungen
Neben dem New Yorker Hauptquartier unterhalten die Vereinten Nationen folgende Außenstellen des UN-Sekretariats:
- Büro der Vereinten Nationen in Genf (englisch United Nations Office at Geneva, UNOG)
- Büro der Vereinten Nationen in Wien (englisch United Nations Office at Vienna, UNOV)
- Büro der Vereinten Nationen in Nairobi (englisch United Nations Office at Nairobi, UNON)

Die Tätigkeiten des UN-Sekretariats werden auf folgende Abteilungen aufgeteilt:
| Exekutivbüro des Generalsekretärs                                                                                                  | EOSG      | Executive Office of the Secretary-General                                                                                           |
| Amt für interne Aufsichtsdienste                                                                                                   | OIOS      | Office of Internal Oversight Services                                                                                               |
| Bereich Rechtsangelegenheiten | OLA       | Office of Legal Affairs |
| Hauptabteilung Politische Angelegenheiten und Friedenskonsolidierung                                                               | DPPA      | Department of Political and Peacebuilding Affairs                                                                                   |
| Büro des Hohen Kommissars für Menschenrechte                                                                                       | OHCHR     | Office of the High Commissioner for Human Rights                                                                                    |
| Büro für Abrüstungsfragen | ODA       | Office for Disarmament Affairs |
| Hauptabteilung Friedenssicherungseinsätze                                                                                          | DPO       | Department of Peace Operations |
| Hauptabteilung für operative Unterstützung                                                                                         | DOS       | Department of Operational Support                                                                                                   |
| Amt der Vereinten Nationen für die Koordinierung humanitärer Angelegenheiten                                                       | OCHA      | Office for the Coordination of Humanitarian Affairs                                                                                 |
| Büro für Terrorismusbekämpfung | OCT       | Office of Counter-Terrorism |
| Hauptabteilung Wirtschaftliche und Soziale Angelegenheiten                                                                         | DESA      | Department of Economic and Social Affairs                                                                                           |
| Hauptabteilung Generalversammlung und Konferenzmanagement                                                                          | DGACM     | Department for General Assembly and Conference Management                                                                           |
| Hauptabteilung Presse und Information                                                                                              | DPI       | Department of Public Information |
| Hauptabteilung Managementstrategie, Grundsatzpolitik und Regeleinhaltung                                                           | DMSPC     | Department of Management Strategy, Policy and Compliance                                                                            |
| Büro für Informations- und Kommunikationstechnologie                                                                               | OICT      | Office of Information and Communications Technology                                                                                 |
| Büro des Hohen Beauftragten für die am wenigsten entwickelten Länder, Binnenentwicklungsländer und kleinen Inselentwicklungsländer | OHRLLS    | Office of the High Representative for Least Developed Countries, Landlocked Developing Countries and Small Island Developing States |
| Büro des Sicherheitskoordinators der Vereinten Nationen                                                                            | UNSECOORD | Office of the United Nations Security Coordinator                                                                                   |
| Büro der Vereinten Nationen für die Verringerung des Katastrophenrisikos                                                           | UNDRR     | United Nations Office for Disaster Risk Reduction                                                                                   |
| Büro der Vereinten Nationen für Drogen- und Verbrechensbekämpfung                                                                  | UNODC     | United Nations Office on Drugs and Crime                                                                                            |

Die Abteilungen im UN-Sekretariat werden von einem Untergeneralsekretär (englisch Under-Secretary-General of the United Nations, USG) geführt.

## Generalsekretäre der UNO (chronologisch)
(→Vergleiche die Liste der Generalsekretäre und Vizegeneralsekretäre)
- 1946–1952: Trygve Lie (Norwegen)
- 1953–1961: Dag Hammarskjöld (Schweden)
- 1961–1971: Sithu U Thant (Birma)
- 1972–1981: Kurt Waldheim (Österreich)
- 1982–1991: Javier Pérez de Cuéllar (Peru)
- 1992–1996: Boutros Boutros-Ghali (Ägypten)
- 1997–2006: Kofi Annan (Ghana)
- 2007–2016: Ban Ki-moon (Republik Korea)
- seit 1. Januar 2017: António Guterres (Portugal)